# Liban na zimowych igrzyskach olimpijskich
Liban wystartował po raz pierwszy na zimowych IO w 1948 roku na igrzyskach w Sankt Moritz. Do tej pory nie zdobył żadnego medalu.

## Klasyfikacja medalowa
| Igrzyska               | Złoto | Srebro | Brąz | Razem |
| ---------------------- | ----- | ------ | ---- | ----- |
| 1948 Sankt Moritz      | 0     | 0      | 0    | 0     |
| 1952 Oslo              | 0     | 0      | 0    | 0     |
| 1956 Cortina d'Ampezzo | 0     | 0      | 0    | 0     |
| 1960 Squaw Valley      | 0     | 0      | 0    | 0     |
| 1964 Innsbruck         | 0     | 0      | 0    | 0     |
| 1968 Grenoble          | 0     | 0      | 0    | 0     |
| 1972 Sapporo           | 0     | 0      | 0    | 0     |
| 1976 Innsbruck         | 0     | 0      | 0    | 0     |
| 1980 Lake Placid       | 0     | 0      | 0    | 0     |
| 1984 Sarajewo          | 0     | 0      | 0    | 0     |
| 1988 Calgary           | 0     | 0      | 0    | 0     |
| 1992 Albertville       | 0     | 0      | 0    | 0     |
| 2002 Salt Lake City    | 0     | 0      | 0    | 0     |
| 2006 Turyn             | 0     | 0      | 0    | 0     |
| 2010 Vancouver         | 0     | 0      | 0    | 0     |
| Razem                  | 0     | 0      | 0    | 0     |